# Serixia semiusta
Serixia semiusta là một loài bọ cánh cứng trong họ Cerambycidae.